# Nationaltheater Mannheim
L'attuale Nationaltheater Mannheim, che risale al 1957, è un teatro ed una compagnia d'opera di Mannheim, in Germania, con una varietà di spazi per gli spettacoli. È noto per essere il più antico teatro locale in Germania, avendo celebrato il suo 225º anniversario il 7 ottobre 2004.
L'idea iniziale di costruire l'originale Nationaltheater fu sviluppata dopo il suggerimento dell'Elettore Palatino, Carlo Teodoro. Il primo teatro aprì nel 1779 sotto la direzione di Wolfgang Heribert von Dalberg. Negli ultimi trecento anni, una parte importante della storia del teatro e della musica tedesca è stata scritta sia nel teatro originale che a Mannheim dove i nuovi stili artistici furono sviluppati e raffinati in teatro, musica e danza. Questo rispecchia la tradizione di molti dei nomi più importanti dell'arte tedesca, come Friedrich Schiller e Wolfgang Amadeus Mozart.
In termini di storia della compagnia, il primo dramma importante di Friedrich Schiller, I masnadieri (Die Räuber) fu rappresentato nella sua rappresentazione inaugurale nel 1782 alla presenza del drammaturgo presso il Teatro Nazionale. La risposta fu travolgente: "il teatro sembrava un manicomio, occhi roteanti, pugni chiusi, piedi scalcianti, proclami rauchi nell'auditorium! Esseri umani sconosciuti che cadevano l'uno sull'altro avvinghiati insieme... ".

## Locali per gli spettacoli
Le sedi del l'attuale teatro sono costituite da:
- Opera House con 1.200 posti a sedere, utilizzata principalmente per opera, operetta, e balletto
- Schauspielhaus con 800 posti a sedere, utilizzata per le piccole rappresentazioni come la musica da camera e teatro.
- Schnawwl, per i giovani e il teatro dei bambini

Opera House e Schauspielhaus sono due teatri sotto lo stesso tetto. Condividono foyer comuni e altre strutture.

## Il Teatro ed altri festival
Lo Schillertage, il festival biennale di drammi di Schiller che esiste dal 1979, seleziona un gruppo di produzioni per il festival di Mannheim presentato sia sul palcoscenico principale del teatro (più una serie sperimentale di spettacoli altrove). In passato, la serie principale sul palcoscenico aveva caratterizzato molteplici produzioni di spettacoli del primo Schiller, I masnadieri (oltre ad una produzione dell'opera di Verdi I masnadieri, sulla base del dramma omonimo), così come Intrigo e amore, e le sue opere successive Guglielmo Tell (1804) (la base per l'opera di Rossini con lo stesso nome nel 1829) e La pulzella d'Orléans (Die Jungfrau von Orléans), alcuni dei quali fanno parte dell'opera di Tchaikovsky.

### La musica al Nationaltheater
Mannheim ha ospitato la cosiddetta Scuola di Mannheim di compositori classici del XVIII secolo. Era famosa per avere una delle migliori orchestre di corte in Europa e, per più di 200 anni, la Scuola di Mannheim era stata riconosciuta da musicisti di tutto il mondo. Johann Stamitz e il suo allievo e successore Christian Cannabich resero l'Orchestra di Corte di Mannheim una delle migliori al mondo. Nel XVIII secolo questo eccellente ensemble di corte attrasse molti musicisti eccezionali. Così numerosi solisti famosi vennero a Mannheim per lavorare come compositori e pedagoghi.

## Storia dal 1900
Fin dall'inizio del XIX secolo i disaccordi tra il Granducato di Baden e la città di Mannheim sul finanziamento del teatro alla fine portò a un decreto ministeriale, nell'aprile 1839, che decise che la responsabilità per la gestione del teatro dovesse essere affidata al Comune di Mannheim, che quindi diventò il primo teatro in Germania amministrato a livello locale.
Dopo la distruzione del teatro e parte della città di Mannheim nel settembre 1943 dieci anni dovevano passare prima che fosse proposto un concorso di architettura per un nuovo teatro. Il disegno originale, mentre è ancora considerato un classico della moderna architettura del teatro, non fu utilizzato. Invece, tra il 1955 e il 1957 fu costruito un nuovo edificio del teatro presso il Goethe Place (non nella stessa posizione del Teatro Nazionale originale) utilizzando i disegni dell'architetto Gerhard Weber. Il nuovo edificio del Teatro Nazionale fu inaugurato nel 1957 con le produzioni simultanee de Der Freischütz di Carl Maria von Weber nell'Opera House e (come collegamento alla storia del primo teatro) I masnadieri di Schiller nella Schauspielhaus. Nel 1979 fu istituito il Gruppo Teatrale dei Giovani e dei Bambini (Schnawwl), con il suo spazio teatrale principale convertito da una vecchia stazione dei vigili del fuoco sulla Mannheimer Neckarstadt.

## Direttori teatrali (Intendenti)
- Abel Seyler
- Wolfgang Heribert von Dalberg (1779–1803)
- Friedrich Anton von Venningen (1803–1816)
- Karl August von Luxburge (1821–1836)
- Julius Werther (1868–1873 e 1877–1884)
- Otto Devrient (1876–1877)
- Max Martersteig (1885–1890)
- August Bassermann (1895–1904)
- Julius Hofmann (1904–1906)
- Carl Hagemann (1906–1910 e 1915–1920)
- Ludwig Landmann (1912-13 e 1914-15)
- Adolf Krätzer (1921–1924)
- Francesco Sioli (1924–1930)
- Herbert Maisch (1930–1933)
- Friedrich Brandenburg (1933–1944)
- Carl Onno Eisenbart (1945–1946)
- Erich Kronen (1946–1947)
- Richard Dornseiff (1947–1949)
- Richard Payer (1949–1950)
- Hans Schüler (1951–1963)
- Ernst Dietz (1963–1972)
- Michael Hampe (1972–1975)
- Arnold Petersen (1975–1992)
- Klaus Schultz (1992–1996)
- Ulrich Schwab (1996–2005)
- Regula Gerber (2005–2012)
- Lutz Wengler (2012–2013 commissario)

## Direttori musicali
I direttori principali furono chiamati Hofkapellmeister. Dal 1923 il titolo era Generalmusikdirektor.
- Ignaz Fränzl (1779–1803)
- Peter Ritter (1803–1823)
- Michael Frey (1823–1832)
- Joseph Eschborn (1832-1834)
- Franz Lachner (1834–1836)
- Vinzenz Lachner (1836–1872)
- Ernst Frank (1872–1877)
- Franz Fischer (1877–1880)
- Emil Paur (1880–1889)
- Felix Weingartner (1889–1891)
- Hugo Röhr (1892–1896)
- Emil von Reznicek (1896–1899)
- Willibald Kaehler (1899–1906)
- Hermann Kutzschbach (1906–1909)
- Artur Bodanzky (1909–1915)
- Wilhelm Furtwängler (1915–1920)
- Franz von Hoeßlin (1920–1922)
- Erich Kleiber (1922–1923)
- Richard Lert (1923–1928)
- Erich Orthmann (1928–1930)
- Joseph Rosenstock (1930–1933)
- Philipp Wüst (1933–1936)
- Karl Elmendorff (1936–1942)
- Eugen Bodart (1942–1944)
- Richard Laugs (1945–1947)
- Fritz Rieger (1947–1950)
- Eugen Szenkar (1950–1951)
- Herbert Albert (1951–1963)
- Horst Stein (1963–1970)
- Hans Wallat (1970–1980)
- Wolfgang Rennert (1980–1985)
- Peter Schneider (1985–1987)
- Friedemann Layer (1987–1990 und 2007–2009)
- Miguel Ángel Gómez Martínez (1990–1993)
- Jun Märkl (1993–2000)
- Ádám Fischer (2000–2005)
- Frédéric Chaslin (2005–2006)
- Axel Kober (2006–2007)
- Dan Ettinger (2009–attuale)

## Amministrazione e spettacoli musicali nel XXI secolo
All'inizio del XXI secolo il Teatro Nazionale ripropose la "Tradizione Mannheim" con l'inaugurazione dell'Orchestra dell'Accademia Internazionale di Mannheim. Esperti nel campo degli strumenti storici e le esecuzioni dei musicisti dell'orchestra del Teatro Nazionale lavoreranno con i giovani musicisti e gli studenti di musica. Essi insegneranno le esigenze stilistiche particolari del suono di un'orchestra nel XVIII secolo.
Dal settembre del 2000, Adam Fischer fu direttore musicale del Teatro Nazionale di Mannheim e completò il suo mandato nel luglio 2005 con una esecuzione di Götterdämmerung. Durante il suo mandato, Fischer ha reso il teatro uno dei migliori interpreti di Mozart in Europa. Ha iniziato due grandi progetti a Mannheim, uno il Mannheim Mozart Week, l'altro la Scuola di Mannheim, un seminario estivo per i giovani provenienti da tutto il mondo.
Evidenziando le opere di Mozart, il Teatro Nazionale si concentrò sulla sua musica ed eseguì molte delle sue opere, tra cui pezzi sconosciuti composti per l'Orchestra Mannheim. Nel complesso, Fischer diresse due o tre nuove produzioni ogni anno, tra cui il ciclo del Ring di Mannheim. Le quattro produzioni furono prodotte separatamente nel 2000, poi Fischer diresse 9 cicli in 5 anni.
Il successore di Fischer, Frédéric Chaslin, è entrato in carica nel 2005 e fu sostituito nel 2007 da Axel Kober.